# Selva tropical

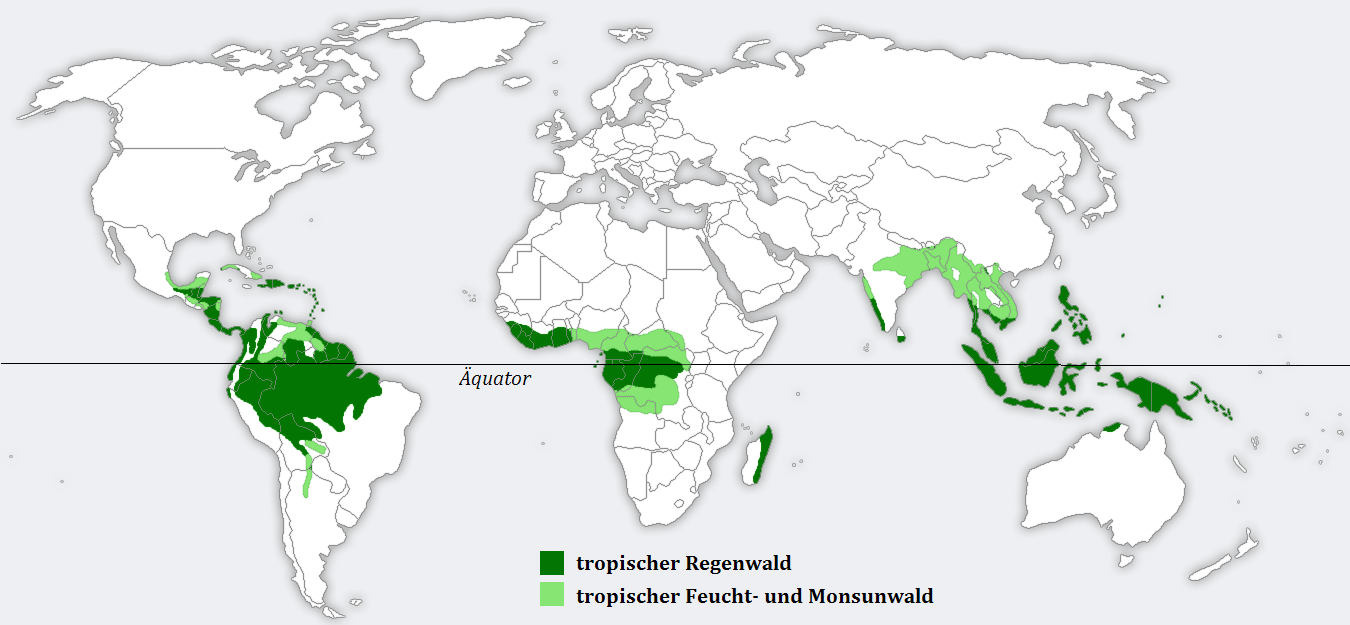
Máxima extensión posible de las selvas tropicales en el mundo en las condiciones climáticas actuales (en color verde oscuro).

La selva tropical, selva ecuatorial, o bosque tropical húmedo es la selva o bosque denso de clima tropical que se caracteriza por tener elevadas precipitaciones (2000 a 5000 mm al año) y una elevada temperatura media. Son pluvisilvas que se sitúan en las proximidades del ecuador terrestre, en Sudamérica, África, islas del Sudeste de Asia y Melanesia, alcanzando también el sureste de México, Centroamérica, Madagascar, Indochina y el noreste de Australia. Representa el verdadero y el más ampliamente conocido concepto de selva.

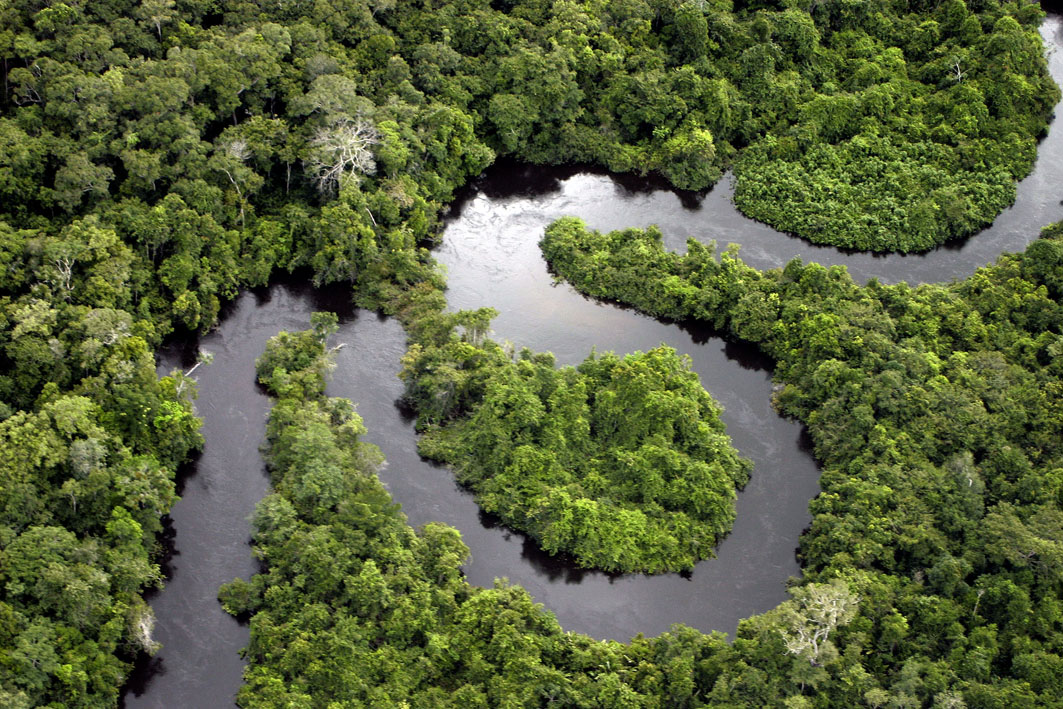
Selva densa tropical de la llanura amazónica.

De los 3 tipos de bosque tropical, la selva tropical es el ecosistema de mayor extensión e importancia. Su vegetación está formada por especies de hoja perenne y ancha. Son comunes las especies epifitas. Es un ecosistema con una gran riqueza y variedad de especies y de gran interés porque su biodiversidad es fuente de muchos recursos: alimentos, medicinas, sustancias de interés industrial. Aunque ocupan menos del 7 % de la superficie de las tierras emergidas, contienen más del 50 % (según algunos científicos este porcentaje se elevaría hasta más del 90 %) de las especies animales y vegetales del mundo. Una hectárea de pluviselva tropical puede contener más de 600 especies arbóreas.
El suelo de estas selvas es muy pobre en comparación con la riqueza de vida que soporta ya que la mayor parte de los nutrientes se encuentran en los seres vivos y no en el suelo. Cuando este ecosistema es destruido, por la tala o el fuego, su recuperación es muy difícil porque el suelo desnudo se hace costroso y duro sufriendo un proceso de laterización. Los suelos pobres de estas selvas no son aptos para la agricultura, porque en tres o cuatro cosechas pierden sus nutrientes.

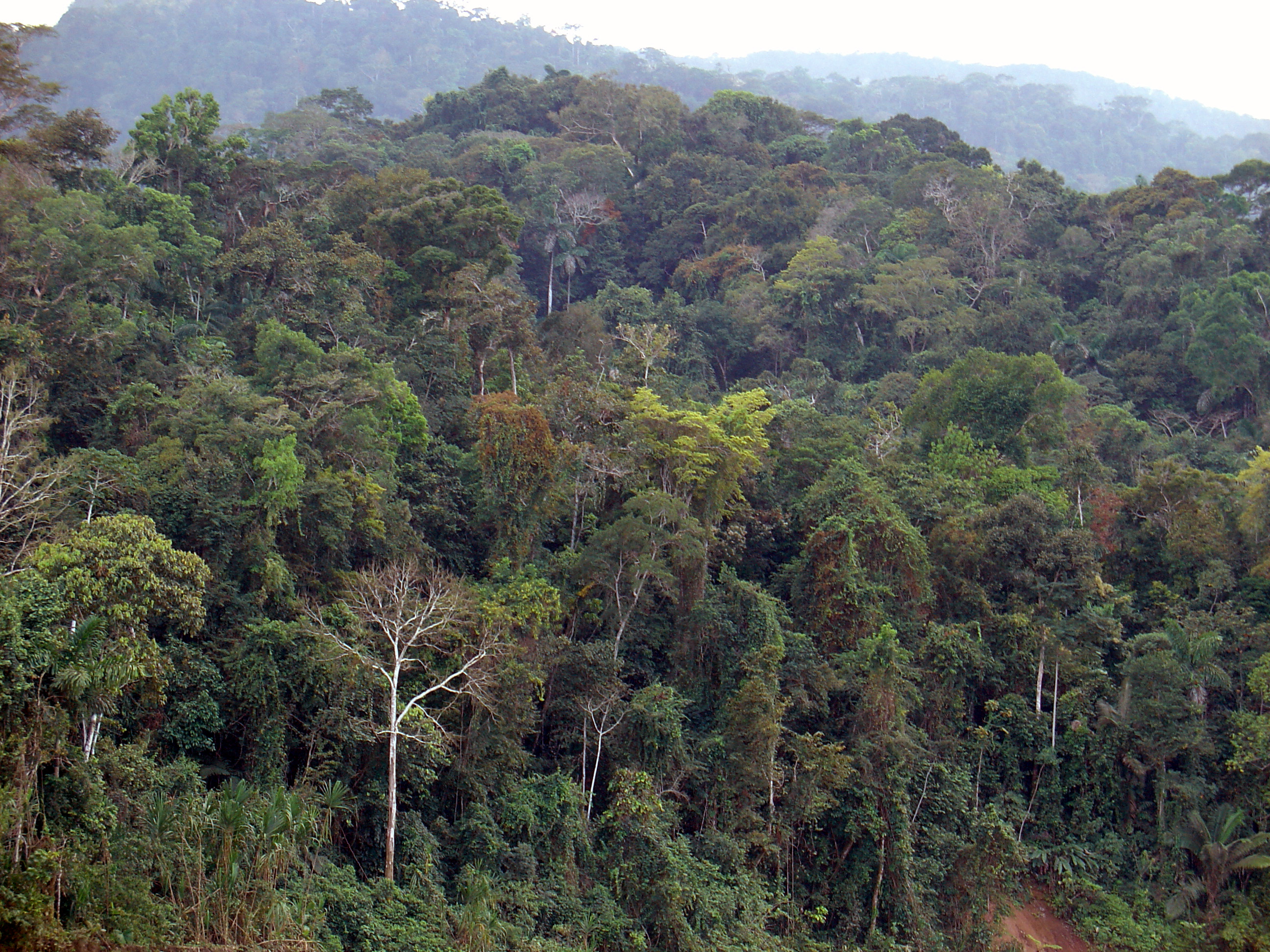
Selva ecuatorial en la cuenca del Amazonas.

## Generalidades
Las selvas tropicales se pueden caracterizar en dos palabras: caliente y húmedo. Las temperaturas mensuales promedio superan los 18 °C (64 °F) durante todos los meses del año. La precipitación media anual no es inferior a 1680 mm (66 pulgadas) y puede superar los 10 m (390 pulgadas). Generalmente se encuentra entre 1750 mm (69 pulgadas) y 3000 mm (120 pulgadas). Este alto nivel de precipitación a menudo resulta en suelos pobres debido a la lixiviación de nutrientes solubles en el suelo.
Las selvas tropicales exhiben altos niveles de biodiversidad. Alrededor del 40% al 75% de todas las especies bióticas son indígenas de las selvas tropicales. Las selvas tropicales albergan la mitad de todas las especies de animales y plantas vivas del planeta. Dos tercios de todas las plantas con flores se pueden encontrar en los bosques lluviosos. Una sola hectárea de selva tropical puede contener 42,000 especies diferentes de insectos, hasta 807 árboles de 313 especies y 1,500 especies de plantas superiores. Las selvas tropicales han sido llamadas la "farmacia más grande del mundo ", porque más de una cuarta parte de las medicinas naturales han sido descubiertas dentro de ellas. Es probable que haya millones de especies de plantas, insectos y microorganismos aún por descubrir en los bosques tropicales.
Las selvas tropicales se encuentran entre los ecosistemas más amenazados a nivel mundial debido a la fragmentación a gran escala como resultado de la actividad humana. La fragmentación del hábitat causada por procesos geológicos como el vulcanismo y el cambio climático ocurrieron en el pasado, y han sido identificados como importantes impulsores de la especiación. Sin embargo, se sospecha que la destrucción rápida del hábitat impulsada por el hombre es una de las principales causas de extinción de especies. Las selvas tropicales han estado sujetas a la tala y la tala agrícola durante todo el siglo XX, y el área cubierta por las selvas tropicales de todo el mundo se está reduciendo rápidamente.  

### Historia
Las selvas tropicales han existido en la tierra durante cientos de millones de años. La mayoría de las selvas tropicales actuales se encontraban en fragmentos del supercontinente de la era mesozoica de Gondwana. La separación de la masa terrestre resultó en una gran pérdida de diversidad de anfibios, mientras que al mismo tiempo el clima más seco estimuló la diversificación de los reptiles. La división dejó selvas tropicales ubicadas en cinco regiones principales del mundo: América tropical, África, Sudeste de Asia, Madagascar y Nueva Guinea, con valores atípicos más pequeños en Australia. Sin embargo, los detalles del origen de las selvas tropicales siguen siendo inciertos debido a un registro fósil incompleto.

### Otros tipos de bosque tropical
Varios biomas pueden parecer similares o fusionarse a través de ecotonos con la selva tropical.

#### Bosque tropical estacional húmedo
Los bosques tropicales estacionales húmedos reciben altas precipitaciones en general con una estación húmeda cálida de verano y una estación seca más fría de invierno. Algunos árboles en estos bosques dejan caer algunas o todas sus hojas durante la estación seca de invierno, por lo que a veces se les llama "bosque mixto tropical". Se encuentran en partes de América del Sur, América Central y el Caribe, en la costa de África occidental, partes del subcontinente indio y en gran parte de Indochina.
Selvas tropicales de montañas
Estos se encuentran en áreas montañosas de clima más frío, y se conocen como bosques nubosos en elevaciones más altas. Dependiendo de la latitud, el límite inferior de los bosques lluviosos se dividen generalmente entre 1500 y 2500 m, mientras que el límite superior generalmente es de 2400 a 3300 m. 
Selvas tropicales inundadas
Los bosques tropicales pantanosos de agua dulce, o "bosques inundados", se encuentran en la cuenca del Amazonas ( Várzea ) y en otros lugares.
Selva Tropical Varzea
A lo largo del río Amazonas y muchos de sus afluentes, las altas precipitaciones anuales que se producen principalmente en una estación lluviosa provocan extensas inundaciones estacionales de las áreas por la descarga de ríos y ríos. El resultado es un aumento del nivel del agua de 10–15 m (33–49 pies), con aguas ricas en nutrientes.

## Clima
HOLAAAA JBAK

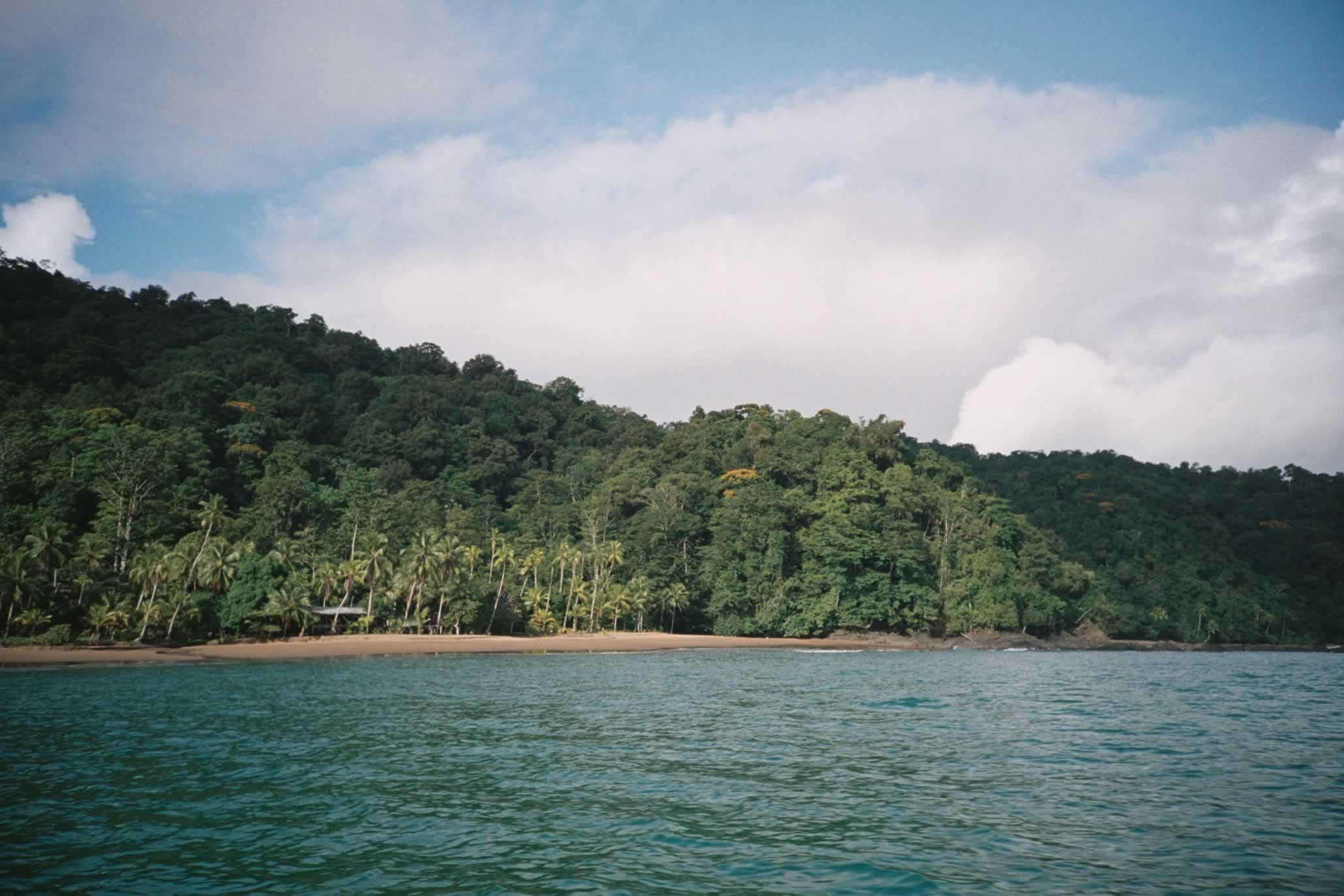
Bosque tropical en Chocó, Colombia.

La selva tropical típica es lluviosa (pluvisilva), presenta clima ecuatorial (tipo Af) o monzónico (Am) y se caracteriza por el clima cálido durante todo el año, y con un rango diario de la temperatura mayor que el rango estacional. Igualmente, las longitudes de los días son esencialmente las mismas durante todo el año. La precipitación es estacional, pero muy pocas veces llega a ser tan seco que se manifieste como sequía; puede haber uno o más meses relativamente secos (menos de 1500 mm) en casi todas las partes de esta zona, y solamente algunas áreas son realmente húmedas durante todo el año. Las estaciones húmedas y secas están asociadas con el movimiento del "ecuador térmico" alrededor del ecuador geográfico. Usualmente hay dos estaciones de lluvia por año cerca del ecuador, a medida que el sol pasa sobre cada uno de los equinoccios, pero solamente una en latitudes alejadas del ecuador. Los vientos fuertes están asociados con las tormentas y con la estación seca, pero predomina el viento calmo la mayor parte del año.
Las temperaturas no son extremas, el máximo puede ser 35 °C, pero sí son constantes. La temperatura media anual se sitúa entre 25 y 27 °C. La diferencia entre el mes más frío y el más cálido no llega a los 2 °C. Las precipitaciones, que son superiores a 1500 mm, se distribuyen regularmente a lo largo de todo el año, por eso se mantiene una fuerte humedad constante.
El microclima por encima del dosel es sustancialmente diferente al que se encuentra debajo del dosel, lo cual es significativo para las plantas y los insectos.

## Suelo
Los suelos sufren el fenómeno de la ferralitización; es decir, la liberación de óxidos de hierro a partir de la roca madre.
Los suelos de esta región son típicamente húmedos. La intemperización química es pronunciada debido a la alta pluviometría, por lo cual los perfiles del suelo son profundos y hay poco desarrollo de los horizontes por debajo de la capa orgánica superficial. La sílice y otros cationes son arrastrados por el lavado, dejando un suelo ácido con altas proporciones de aluminio y óxidos de hierro; con frecuencia el color del suelo es rojizo o rojo amarillento. Bajo ciertas condiciones de lluvia, los compuestos de hierro se concentran en un horizonte en particular ("laterita"), que puede endurecerse y ser impenetrable por las raíces. La descomposición es muy rápida, concentrándose los materiales orgánicos del suelo justo en la superficie y la mayoría de los nutrientes son retenidos en la biomasa epígea (por encima del suelo).
Debido a las condiciones climáticas imperantes, la roca que origina el suelo y sobre la que se asienta el ecosistema experimenta un intenso proceso de disgregación y de alteración química que genera un manto de roca alterada de gran espesor.
Tipos de suelo
Los tipos de suelo son muy variables en los trópicos y son el resultado de una combinación de varias variables como el clima, la vegetación, la posición topográfica, el material parental y la edad del suelo. La mayoría de los suelos tropicales se caracterizan por lixiviación significativa y nutrientes pobres, sin embargo, hay algunas áreas que contienen suelos fértiles. Los suelos de las selvas tropicales se dividen en dos clasificaciones que incluyen los ultisoles y los oxisoles. Los Ultisoles son conocidos como suelos arcillosos ácidos y erosionados, deficientes en nutrientes importantes como el calcio y el potasio. Del mismo modo, los oxisoles son ácidos, viejos, típicamente rojizos, altamente degradados y lixiviados, sin embargo, están bien drenados en comparación con los ultisoles. El contenido de arcilla de los ultisoles es alto, lo que dificulta la penetración y el flujo del agua. El color rojizo de ambos suelos es el resultado del fuerte calor y la humedad que forman óxidos de hierro y aluminio, que son insolubles en agua y no son absorbidos fácilmente por las plantas.
Las características químicas y físicas del suelo están fuertemente relacionadas con la productividad del suelo y la estructura y dinámica del bosque. Las propiedades físicas del suelo controlan las tasas de rotación de los árboles, mientras que las propiedades químicas, como el nitrógeno y el fósforo disponibles, controlan las tasas de crecimiento de los bosques. Los suelos de la Amazonía oriental y central, así como la selva tropical del sudeste asiático, son viejos y pobres en minerales, mientras que los suelos de la Amazonía occidental (Ecuador y Perú) y las zonas volcánicas de Costa Rica son jóvenes y ricos en minerales. La productividad primaria o la producción de madera es más alta en la Amazonía occidental y más baja en la Amazonía oriental, que contiene suelos muy degradados clasificados como oxisoles. Además, los suelos amazónicos están muy degradados, lo que los hace desprovistos de minerales como fósforo, potasio, calcio y magnesio, que provienen de fuentes de roca. Sin embargo, no todas las selvas tropicales se encuentran en suelos pobres en nutrientes, sino en llanuras de inundación ricas en nutrientes y suelos volcánicos ubicados en las estribaciones andinas y áreas volcánicas del sudeste asiático, África y América Central.
Los oxisoles, infértiles, muy degradados y muy lixiviados, se han desarrollado en los antiguos escudos de Gondwan. La rápida descomposición bacteriana evita la acumulación de humus. La concentración de óxidos de hierro y aluminio mediante el proceso de tardificación le da a los oxisoles un color rojo brillante y a veces produce depósitos mineros (por ejemplo, bauxita). En sustratos más jóvenes, especialmente de origen volcánico, los suelos tropicales pueden ser bastante fértiles.
Reciclaje de nutrientes
Esta alta tasa de descomposición es el resultado de los niveles de fósforo en los suelos, la precipitación, las altas temperaturas y las extensas comunidades de microorganismos. Además de las bacterias y otros microorganismos, hay una gran cantidad de otros descomponedores, como hongos y termitas, que también ayudan en el proceso. El reciclaje de nutrientes es importante porque la disponibilidad de recursos subterráneos controla la biomasa aérea y la estructura comunitaria de las selvas tropicales. Estos suelos son típicamente limitados en fósforo, lo que inhibe la productividad primaria neta o la absorción de carbono. El suelo contiene organismos microbianos como las bacterias, que descomponen la hojarasca y otras materias orgánicas en formas inorgánicas de carbono utilizables por las plantas a través de un proceso llamado descomposición. Durante el proceso de descomposición, la comunidad microbiana respira, absorbe oxígeno y libera dióxido de carbono. La tasa de descomposición se puede evaluar midiendo la absorción de oxígeno. Las altas temperaturas y las precipitaciones aumentan la velocidad de descomposición, lo que permite que la hojarasca se descomponga rápidamente en las regiones tropicales, liberando nutrientes que las plantas absorben inmediatamente a través de las aguas superficiales o subterráneas. Los patrones estacionales en la respiración están controlados por la caída de la hojarasca y la precipitación, la fuerza impulsora que mueve el carbono descomponible de la hojarasca al suelo. Las tasas de respiración son más altas al comienzo de la estación húmeda porque la reciente estación seca da como resultado un gran porcentaje de la hojarasca y, por lo tanto, un mayor porcentaje de materia orgánica que se filtra al suelo.

#### Raíces de contrafuerte
Una característica común de muchas selvas tropicales son las distintas raíces de contrafuerte de los árboles. En lugar de penetrar en las capas más profundas del suelo, las raíces de contrafuerte crean una red de raíces extendida en la superficie para una absorción más eficiente de nutrientes en un ambiente muy pobre en nutrientes y competitivo. La mayoría de los nutrientes dentro del suelo de una selva tropical se encuentran cerca de la superficie debido al rápido tiempo de rotación y la descomposición de organismos y hojas. Debido a esto, las raíces de los contrafuertes se encuentran en la superficie para que los árboles puedan maximizar la absorción y competir activamente con la rápida absorción de otros árboles. Estas raíces también ayudan en la absorción y almacenamiento de agua, aumentan el área de superficie para el intercambio de gases y recogen la hojarasca para una nutrición adicional. Además, estas raíces reducen la erosión del suelo y maximizan la adquisición de nutrientes durante las fuertes lluvias al desviar el agua rica en nutrientes que fluye por el tronco hacia varios flujos más pequeños, al tiempo que actúa como una barrera para el flujo del suelo. Además, las grandes áreas de superficie que crean estas raíces proporcionan soporte y estabilidad a los árboles de los bosques tropicales, que comúnmente crecen a alturas significativas. Esta estabilidad adicional permite que estos árboles resistan los impactos de tormentas severas, reduciendo así la aparición de árboles caídos.
Sucesión forestal
La sucesión es un proceso ecológico que cambia la estructura de la comunidad biótica con el tiempo hacia una estructura comunitaria más estable y diversa después de una perturbación inicial en la comunidad. La perturbación inicial es a menudo un fenómeno natural o un evento causado por el hombre. Las perturbaciones naturales incluyen huracanes, erupciones volcánicas, movimientos de ríos o un evento tan pequeño como un árbol caído que crea brechas en el bosque. En las selvas tropicales, estas mismas perturbaciones naturales han sido bien documentadas en el registro fósil y se les atribuye una especiación y un endemismo alentadores. Las prácticas de uso humano de la tierra han llevado a la deforestación a gran escala. En muchos países tropicales como Costa Rica, estas tierras deforestadas han sido abandonadas y se ha permitido que los bosques se regeneren mediante la sucesión ecológica. Estos bosques sucesionales jóvenes en regeneración se denominan bosques secundarios o bosques de segundo crecimiento.

## Estructura forestal
Las selvas tropicales se dividen en diferentes estratos, o capas, con vegetación organizada en un patrón vertical desde la parte superior del suelo hasta el dosel arbóreo. Cada capa es una comunidad biótica única que contiene diferentes plantas y animales adaptados para la vida en ese estrato particular. Solo la capa emergente es exclusiva de las selvas tropicales, mientras que las otras también se encuentran en las selvas templadas.
Suelo de bosques
El suelo del bosque, la capa más inferior, recibe solo el 2% de la luz solar. Solo las plantas adaptadas a la poca luz pueden crecer en esta región. Lejos de las riberas de los ríos, pantanos y claros, donde se encuentra una maleza densa, el suelo del bosque está relativamente despejado de vegetación debido a la baja penetración de la luz solar. Esta cualidad más abierta permite el movimiento fácil de animales más grandes como: ungulados como el okapi ( Okapia johnstoni ), el tapir ( Tapirus sp.), El rinoceronte de Sumatra ( Dicerorhinus sumatrensis ) y simios como el gorila de las tierras bajas occidentales ( gorila gorila)), así como muchas especies de reptiles, anfibios e insectos. El suelo del bosque también contiene materia vegetal y animal en descomposición, que desaparece rápidamente, porque las condiciones cálidas y húmedas promueven la descomposición rápida. Muchas formas de hongos que crecen aquí ayudan a descomponer los desechos de animales y plantas.
Capa de sotobosque
La capa del sotobosque se encuentra entre el dosel y el suelo del bosque. El sotobosque alberga una serie de aves, pequeños mamíferos, insectos, reptiles y depredadores. Los ejemplos incluyen leopardo (Panthera pardus), ranas venenosas (Dendrobates sp.), Coatí de cola anillada (Nasua nasua), boa constrictor (Boa constrictora) y muchas especies de coleópteros. La vegetación en esta capa generalmente consiste en arbustos tolerantes a la sombra, hierbas, árboles pequeños y grandes vides leñosas que trepan a los árboles para capturar la luz solar. Solo alrededor del 5% de la luz solar penetra en el dosel para llegar al sotobosque, lo que hace que las plantas verdes del sotobosque rara vez crezcan a 3 m (10 pies). Como una adaptación a estos bajos niveles de luz, las plantas del sotobosque a menudo han desarrollado hojas mucho más grandes. Muchas plántulas que crecerán hasta el nivel del dosel están en el sotobosque.
Capa de dosel
El dosel es la capa principal del bosque que forma un techo sobre las dos capas restantes. Contiene la mayoría de los árboles más grandes, generalmente de 30 a 45 m de altura. Los árboles de hoja perenne altos y de hoja ancha son las plantas dominantes. Las áreas más densas de biodiversidad se encuentran en el dosel del bosque, ya que a menudo es compatible con una rica flora de epífitas, que incluye orquídeas, bromelias, musgos y líquenes. Estas plantas epífitas se adhieren a troncos y ramas y reciben agua y minerales de la lluvia y los escombros que se acumulan en las plantas de soporte. La fauna es similar a la que se encuentra en la capa emergente, pero más diversa. Se podría decir que la riqueza total de especies de artrópodos del dosel tropical podría llegar a 20 millones. Otras especies que habitan esta capa incluyen muchas especies aviares como el cálao de barbas amarillas (Ceratogymna elata), el pájaro del sol con collar (Anthreptes collaris), el loro gris (Psitacus erithacus), el tucán pico de quilla (Ramphastos sulfuratus), la guacamaya roja (Ara macao) y otros animales como el mono araña (Ateles sp.), cola de golondrina gigante africana (Papilio antimachus), perezoso de tres dedos (Bradypus tridactylus), kinkajou (Potos flavus) y tamandua ( Tamandua tetradactyla).
Capa emergente
La capa emergente contiene una pequeña cantidad de árboles muy grandes, llamados emergentes, que crecen por encima del dosel general, alcanzando alturas de 45–55 m, aunque en ocasiones algunas especies crecen hasta 70–80 m de altura. Algunos ejemplos de emergentes incluidos: Balizia elegans, Dipteryx panamensis, Hieronyma alchorneoides, Hymenolobium mesoamericanum, Lecythis ampla y Terminalia oblonga.Estos árboles deben ser resistidos por las altas temperaturas y los fuertes vientos que ocurren sobre el dosel en algunas áreas. Varias especies únicas de fauna habitan esta capa, como el águila coronada (Stephanoaetus coronatus), el colobo real (Colobus polykomos) y el gran zorro volador (Pteropus vampyrus).
Sin embargo, la estratificación no siempre es clara. Las selvas tropicales son dinámicas y muchos cambios afectados la estructura del bosque. Los árboles emergentes o del dosel colapsan, causando la formación de espacios. Las aberturas en el dosel del bosque son reconocidas como importantes para el establecimiento y el crecimiento de los árboles del bosque lluvioso. Se estima que quizás el 75% de las especies de árboles en la Estación Biológica La Selva, Costa Rica, depende de la apertura del dosel para la germinación de semillas o para el crecimiento más allá del tamaño del árbol joven.

## Diversidad

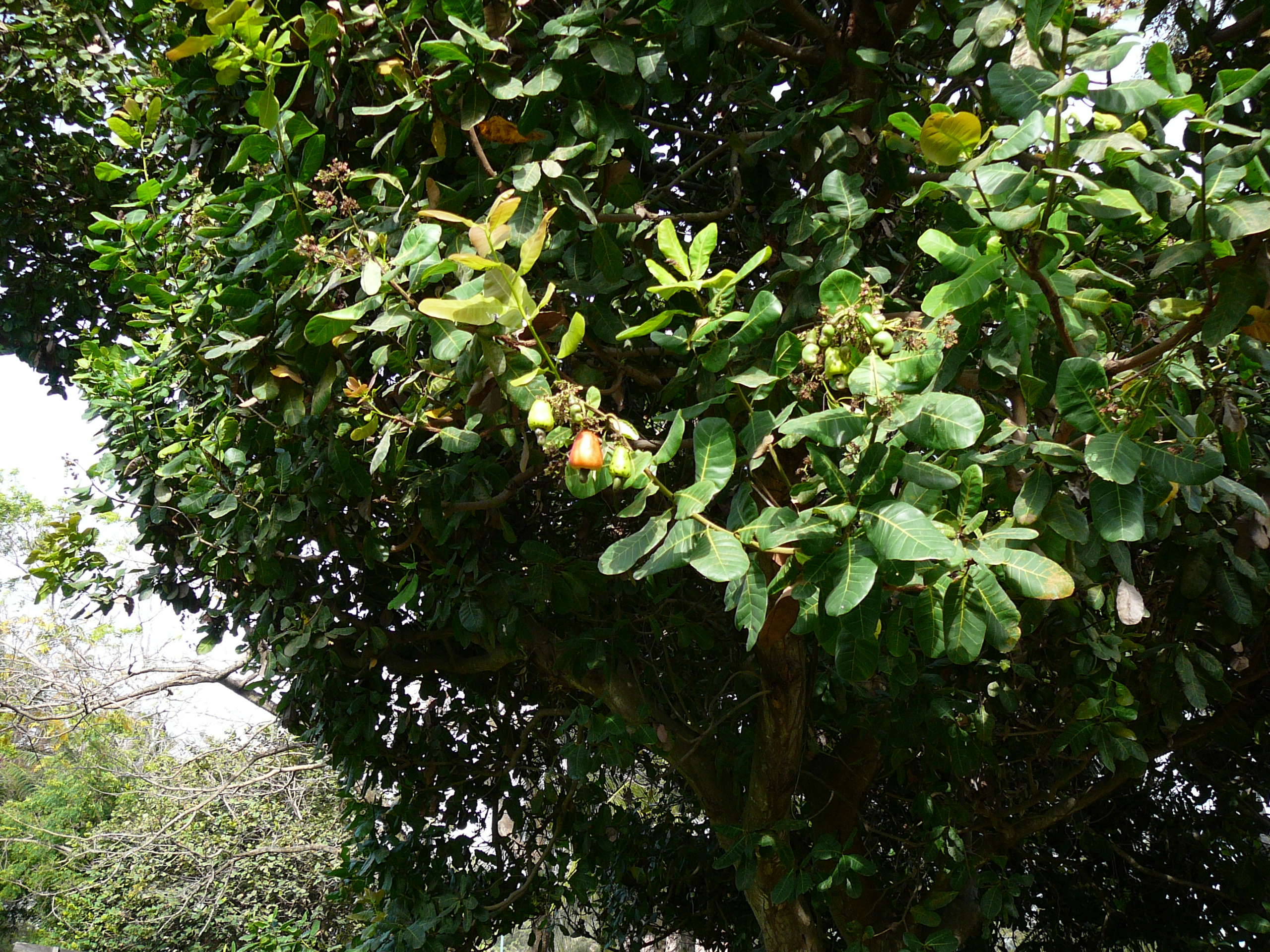
Árbol de la familia Anacardiaceae, abundante en el bosque tropical lluvioso.

De todos los biomas, este es el que tiene mayor diversidad de plantas. Hay miles de especies de árboles y es posible encontrar algunos centenares de ellas en superficies relativamente grandes. Las plantas se extienden hasta el sur de gimnospermas son raras, excepto las Cycadaceae. Las monocotiledóneas y helechos son muy diversos, muchos de ellos arborescentes. Muchas de las familias de árboles son de familias grandes que se encuentran principalmente en estos bosques (algunas se encuentran solamente aquí), incluyendo Piperaceae, Moraceae, Annonaceae, Lauracea, Capparidaceae, Leguminosae, Meliaceae, Anacardiaceae, Sapindaceae, Sterculiaceae, Guttiferae, Myrtaceae, Melastomaceae, Araliaceae, Myrsinaceae, Sapotaceae, Verbenaceae, Bignoniaceae y Rubiaceae. La mayoría de las familias grandes están distribuidas en todos los continentes tropicales. La Orchidaceae (orquídeas) es una familia grande y, en este bioma, sus especies son primariamente epífitas. Las lianas y enredaderas se encuentra principalmente en las familias Vitaceae, Leguminosae, Passifloraceae, Convolvulaceae y Cucurbitaceae. Las familias Oxalidaceae, Begoniaceae, Apocynaceae, Asclepiadaceae, Gesneriaceae, y Acanthaceae son importantes familias herbáceas.

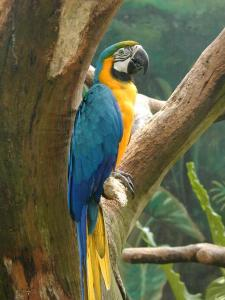
Guacamaya. Habita en los bosques de América Central.

También es mayor la diversidad animal en esta zona, con una variedad casi inimaginable de insectos posibles en unas pocas hectáreas de bosque pluvial. Como en las plantas, muchas especies son escasas (pocas por área unitaria) y especializadas. No hay mucha diversidad de mamíferos grandes en el bosque primario debido a que la densa vegetación estorba sus movimientos, pero unos pocos órdenes mayores (Chiroptera, Primates) se encuentran especialmente bien representados. Otros grupos de mamíferos característicos incluyen las musarañas arbóreas, ardillas, cobayos, perezosos, pangolines, venados y antílopes de bosque, civetas y otros gatos.

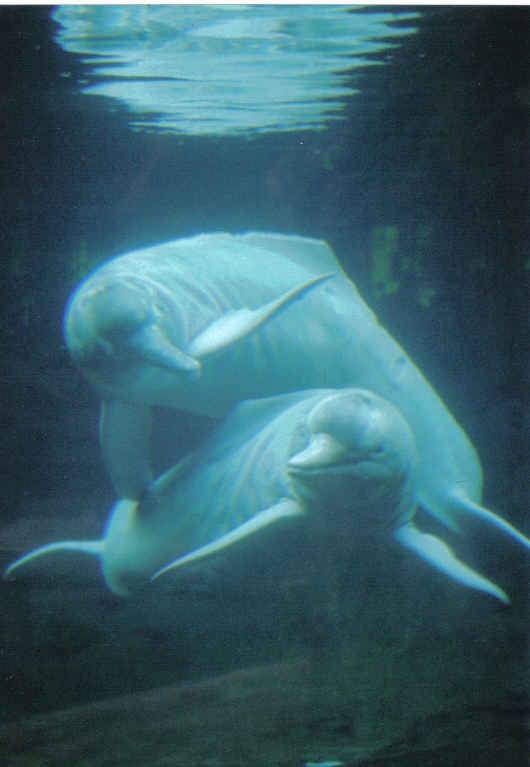
Delfín rosado (Inia geoffrensis), solo presente en el bosque amazónico.

Las aves alcanzan su mayor diversidad en esta zona, siendo posible observar, en algunas localidades relativamente pequeñas, hasta más de 500 especies. Entre los grupos característicos se encuentran las palomas, loros, tucanes, colibríes, cotingas, aves de paraíso, calaos, horneros, pájaros hormigueros, pittas, charlatanes y tangaras. También los lagartos, serpientes y ranas exhiben su mayor diversidad en el bosque pluvial, incluyendo muchos grupos restringidos a este bosque. Con tanta agua disponible, hay una tremenda diversidad de animales acuáticos en la zona, aunque las diferencias con las zonas templadas no son tan grandes como en el caso de los grupos terrestres.
Algunas especies de fauna presentan una tendencia hacia la disminución de sus poblaciones en los bosques lluviosos, por ejemplo los reptiles que se alimentan de anfibios y reptiles, lo cual amerita un monitoreo cercano. La estacionalidad de los bosques lluviosos afecta los patrones de reproducción de los anfibios, y esto a su vez puede afectar directamente a las especies de reptiles que se alimentan de estos grupos, particularmente especies con alimentación especializada, ya que son  menos propensas a utilizar recursos alternativos.

## Flora
El crecimiento de los árboles es exuberante, con árboles emergentes de hasta 60 metros y árboles del dosel de hasta 30 metros o más. El dosel es continuo excepto sobre los cuerpos de agua. Estos son bosques complejos con por lo menos cuatro niveles moderadamente bien definidos: dosel superior, dosel inferior, sotobosque y arbustos/hierbas. Debido al denso dosel de hojas, el crecimiento vegetal se ve suprimido y el sotobosque es relativamente abierto en el bosque maduro; la densa "selva" del concepto popular está asociada a las etapas preclimax.
Los árboles son esbeltos y alcanzan unos 50 m. El tronco rectilíneo suele estar provisto de contrafuertes para sujetarlo, pues el enraizamiento siempre es muy superficial. Existe una dispersión extrema de los árboles, sin que predomine ninguno de ellos. La mayor parte de las lianas son leñosas y pueden alcanzar hasta los 200 m enrollándose alrededor de los árboles. También proliferan las epífitas, como las orquídeas y las tillandsias.
Existe otra formación vegetal muy curiosa, que se encuentra en los limos litorales salados de la zona intertropical, llamada manglar. Los manglares están provistos de raíces-zancos que se entremezclan en una densa espesura y de otros arbustos, que presentan neumatóforos (órganos respiratorios que emergen del agua). El manglar forma una banda de varios kilómetros a lo largo de las costas y desempeña un importante papel en la edificación del bosque, consolidando los limos blandos.
Las margaritas también abundan, al igual que los tulipanes, las orquídeas y los ojos de león, unas flores recientemente descubiertas.

### Estratos
Los árboles (como los manglares) determinan varios estratos, cuyas copas tienen deverso porte: de 20 a 55 m. Por debajo está el estrato arbustivo que aprovecha el 3 % de luz y el herbáceo más bajo con solo 1,2 % de la luz. Además de ellos  están las lianas y los epífitos que se aseguran de recibir luz en las ramas de los árboles.

### Adaptaciones vegetales
Debido a la intensa competencia por la luz, muchos árboles tienen la capacidad de permanecer en un semiletargo bajo el dosel, hasta que aparece una brecha de luz; entonces empiezan a crecer rápidamente. La mayoría de las hojas que reciben la luz en las especies de sotobosque forman un solo nivel para así evitar darse sombra mutuamente. Las epifitas, epifilas y las lianas representan estrategias de las plantas pequeñas para crecer en las partes altas donde hay más luz. Las hojas del dosel superior tienen consistencia de cuero y son resistentes a la sequía para así soportar la fuerte intensidad solar que hay en este nivel. Algunas hojas cambian su orientación durante el día para evitar estrés por el sol; esto es controlado por la presión de turgencia. Las puntas alargadas de las hojas puede servir para retirar el agua de las hojas mojadas, permitiendo la respiración.
Las hojas nuevas en muchas plantas no tienen clorofila (lucen rojas o blancas); la adquieren luego de haber alcanzado su tamaño final y han sobrevivido al potencial ramoneo de los herbívoros. Extensos contrafuertes suministran el apoyo necesario ya que los sistemas radiculares son superficiales y extendidos lateralmente para aprovechar la capa superficial de nutrientes. Las micorrizas (asociaciones simbióticas de hongos) en las raíces permite una conexión directa con la capa de hojarasca para una absorción eficiente de nutrientes. La polinización y la dispersión de las semillas son hechas principalmente por animales, y están muy desarrolladas las interacciones entre las plantas y los animales en esta lugar.

### Adaptaciones animales

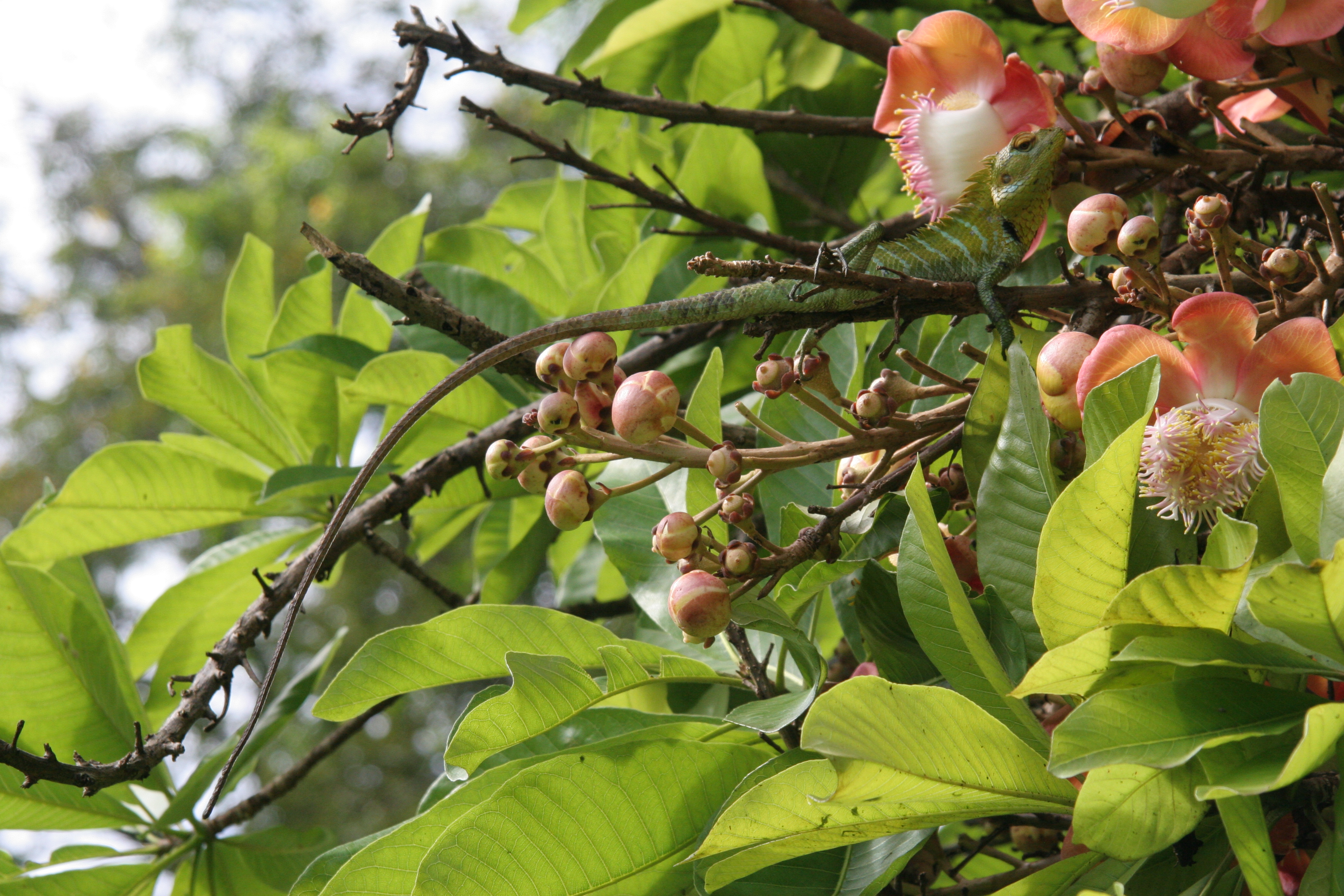
Adaptación animal. Iguana del color de la vegetación de su entorno.

Los animales son activos durante todo el año y existe una diversidad muy alta; esto conduce a que sean intensas las interacciones entre especies. Debido a la alta diversidad de depredadores, las adaptaciones antidepredador se desarrollan al máximo aquí. El camuflaje es virtualmente perfecto en la mayoría de los animales más pequeños. No solamente predominan los colores marrón y verde sino que también, en algunas especies, el color cambia con el color de fondo. Además de ese mimetismo de color existe un mimetismo de forma, y muchos insectos, lagartos, culebras y ranas se asemejan a hojas, ramitas o lianas, hasta en los más mínimos detalles.
Animales tan diferentes como el leopardo nublado y la pitón tienen marcas similares, y el mismo tipo de hoja es imitado por animales tan diferentes como los catídidos y los camaleones.
Una parte considerable de la actividad animal ocurre en el dosel superior, donde la luz no es limitante y la productividad vegetal es máxima; en este paisaje complejo, abundan las adaptaciones para moverse por los árboles. Entre los modos de locomoción se encuentra ascender, saltar, la braquiación, el deslizamiento, y el vuelo. Hay muchas adaptaciones específicas como uñas afiladas para trepar, dígitos opuestos y colas prensil para rodear los troncos y ramas, patas traseras largas para saltar, etc.
En esta zona bioclimática, la cantidad de interacciones animal/planta es máxima, con muchas adaptaciones complejas para facilitar estas interacciones, incluyendo no solamente interacciones destructivas como en los herbívoros sino también interacciones mutamente beneficiosas tales como en los polinizadores y la dispersión de los frutos. Muchos grupos principales de aves (colibríes y otros) y mamíferos (murciélagos) que se alimentan en las flores son tropicales, al igual que la mayoría de las aves y mamíferos que se alimentan de frutas. Estas especies viajan por todo el bosque en búsqueda de árboles que estén fructificando, sucediendo mucha interacción social dentro y entre especies. Los animales que permanecen en el suelo se benefician de la caída de los frutos maduros.
Son comunes las interacciones complejas, y con frecuencia coevolucionarias, con altos niveles de mutualismo y comensalismo.
Debido a la alta diversidad de especies, algunos grupos exhiben una "diversidad de aspecto" (grandes diferencias en apariencia) importante, quizás como una medida contra la imagen de búsqueda de los depredadores y/o para un reconocimiento rápido de la especie.

## Efectos humanos

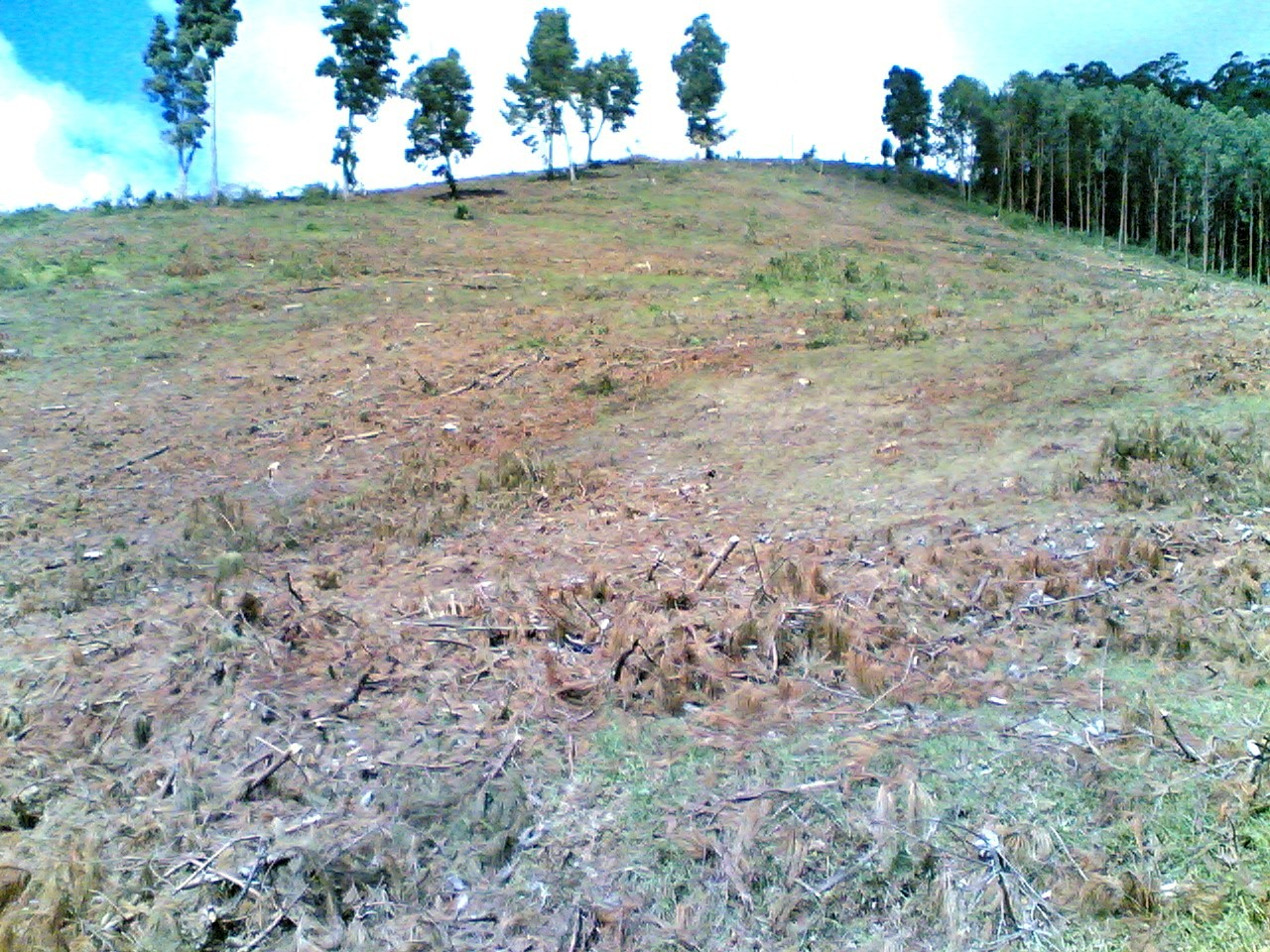
Tala de árboles en las montañas de Usambara en el distrito de Lushoto, región de Tanga, Tanzania.

Las poblaciones originales de cazadores/recolectores tuvieron un efecto relativamente pequeño sobre el ambiente, pero con el incremento poblacional, especialmente cuando se desarrollaron verdaderos centros poblacionales, se cazó una proporción sustancial de los animales grandes como, por ejemplo, los monos y algunos felinos raros. Más recientemente, la destrucción de hábitats es el problema más serio, tanto por la pequeña agricultura de "tumba y quema" como por la deforestación en gran escala para la agricultura y/o ranchos ganaderos. Luego de unos pocos episodios de tumba, el suelo pierde esencialmente todos sus nutrientes, se vuelve estéril y se endurece (laterización) y ni soporta mucho crecimiento vegetal ni actúa como sumidero del agua. Entonces la erosión se convierte en un gran problema, con un arrastre importante de barro hacia las corrientes de agua que quedan contaminadas.
La destrucción del hábitat es más serio en este bioma que en los demás debido a la tremenda diversidad de especies del bosque pluvial tropical, el rango limitado de muchas y, especialmente, a que tantas de ellas no se han descrito o se conocen muy poco. En ninguna otra parte existe mayor probabilidad de que ocurra la extinción de especies, incluso de muchas que no llegaremos a conocer.
Entre las especies animales que todavía siguen siendo perseguidas se encuentran los felinos (por sus pieles) y animales para ser usadas como mascotas (loros, peces de agua dulce).
Una gran variedad de plantas de este bioma ha sido cultivada por los humanos. Los altos niveles de compuestos secundarios en las plantas tropicales las hace valiosas como especias, estimulantes y medicinas, y muchas otras son cultivadas para alimento, vestimenta y vivienda. Los descubrimientos recientes indican que apenas estamos aprovechando el valor potencial que tienen las plantas tropicales para los humanos.

## Aprovechamiento humano

### Habitación
Históricamente, la mayor parte de las selvas umbrófilas no han albergado poblaciones humanas densas. Los recursos alimenticios en la selva están muy dispersos debido a la elevada biodiversidad; abundan sobre todo en el dosel, donde su obtención requiere un considerable gasto de energía. Los suelos son pobres, y la lluvia erosiona rápidamente los claros abiertos para el cultivo.

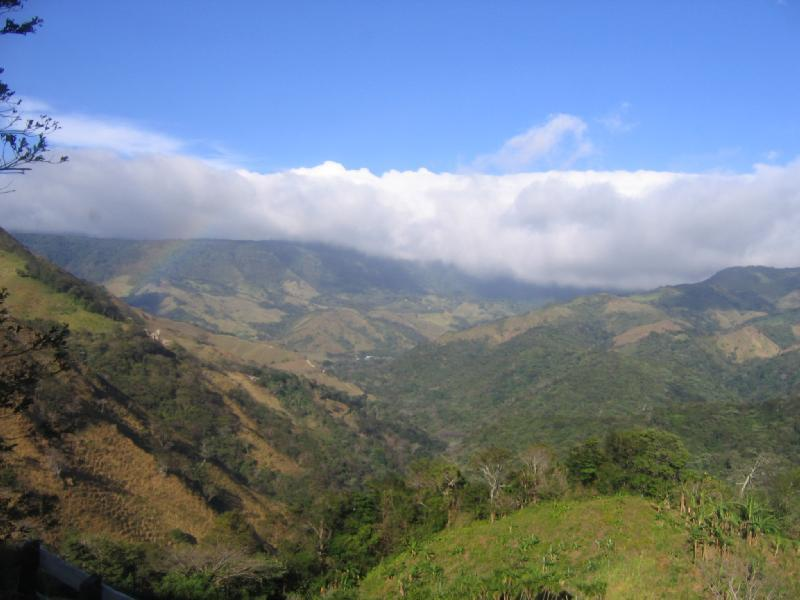
Selva lluviosa degradada de Monteverde (Costa Rica).

A pesar de todo, los humanos han explotado y continúan explotando la selva en varias partes del mundo. Muchos agricultores, principalmente en la Amazonia y Papúa Nueva Guinea, obtienen los alimentos de granjas abiertas en la selva, caza y recolección. Otros pueblos, cazadores-recolectores, subsisten gracias al trueque de valiosos productos de la selva, como plumas, pieles y miel, con pueblos agrícolas. Otros grupos de cazadores-recolectores explotan la selva estacionalmente, pero habitan en sabanas o bosques abiertos adyacentes, donde la comida es mucho más abundante.
Una variedad de indígenas viven en la selva tropical como cazadores-recolectores, o subsisten como pequeños agricultores a tiempo parcial complementados en gran parte por el comercio de productos forestales de alto valor como pieles, plumas y miel con personas agrícolas que viven fuera del bosque. Los pueblos han habitado las selvas tropicales durante decenas de miles de años y han permanecido tan esquivos que solo recientemente se han descubierto algunas tribus. Estos pueblos indígenas están muy amenazados por los madereros en busca de maderas duras tropicales antiguas como Ipe, Cumaru y Wenge, y por los agricultores que buscan expandir sus tierras, para el ganado (carne) y la soja, que se utilizan para alimentar al ganado en Europa y China. El 18 de enero de 2007, FUNAI informó también que había confirmado la presencia de 67 tribus diferentes no contactadas en Brasil, en comparación con las 40 de 2005. Con esta adición, Brasil ahora ha superado a la isla de Nueva Guinea como el país que tiene el mayor número de personas no contactadas. tribus. La provincia indonesia de Nueva Guinea Occidental (antes conocida como Irian Jaya), en la isla de Nueva Guinea, está habitada por aproximadamente 44 grupos tribales no contactados.  
Los pueblos pigmeos son grupos de cazadores-recolectores que viven en selvas ecuatoriales caracterizadas por su corta altura (menos de un metro y medio, o 59 pulgadas, en promedio). Entre este grupo están los pueblos efe, aka, twa, baka y mbuti de África Central.  Sin embargo, el término pigmeo se considera peyorativo, por lo que muchas tribus prefieren no ser etiquetados como tales.  Algunos pueblos indígenas notables de las Américas, o amerindios, son los huaorani, ya̧nomamö y kayapo de la Amazonía. El sistema agrícola tradicional practicado por las tribus en la Amazonía se basa en el cultivo en zonas abiertas (también conocido como cultivo de roza y quema o cambio) y se considera una perturbación relativamente benigna. De hecho, cuando se observa el nivel de parcelas urbanizadas individuales, se considera beneficioso una serie de prácticas agrícolas tradicionales. Por ejemplo, el uso de árboles de sombra y el barbecho ayudan a preservar la materia orgánica del suelo, que es un factor crítico en el mantenimiento de la fertilidad del suelo en los suelos altamente degradados y lixiviados comunes en la Amazonía. Hay una diversidad de personas de los bosques en Asia, incluidos los pueblos lumad de Filipinas y los pueblos penan y dayak de Borneo. Los dayaks son un grupo particularmente interesante, ya que se destacan por su cultura tradicional de caza de cabezas. Se requerían cabezas humanas frescas para realizar ciertos rituales como el "kenyalang" de Iban y el "mamat" de Kenyah.

### Cultivos
El bosque lluvioso tropical presenta la más alta variedad de frutos más que en ningún otro bioma en el mundo, proporcionando doscientas cincuenta variedades, mientras que los bosques templados solo producen veinte. Solo en las selvas de Nueva Guinea hay doscientas cincuenta y una especies de árboles con frutos comestibles, de los que solo se cultivaban cuarenta y tres en 1985. Dichos frutos por su clima y región de cultivo las frutas que crecen en esta región se les denomina tropicales.
El café, el cacao, la vainilla, los cocos, las guayabas, las piñas, los bananos, los mangos, las papayas, los aguacates y la caña de azúcar son considerados de los frutos más consumidos y aclamados en la gastronomía a nivel mundial, siendo originarios exclusivamente de las selvas umbrófilas, se cultivan, principalmente en plantaciones en regiones que fueron selvas. 

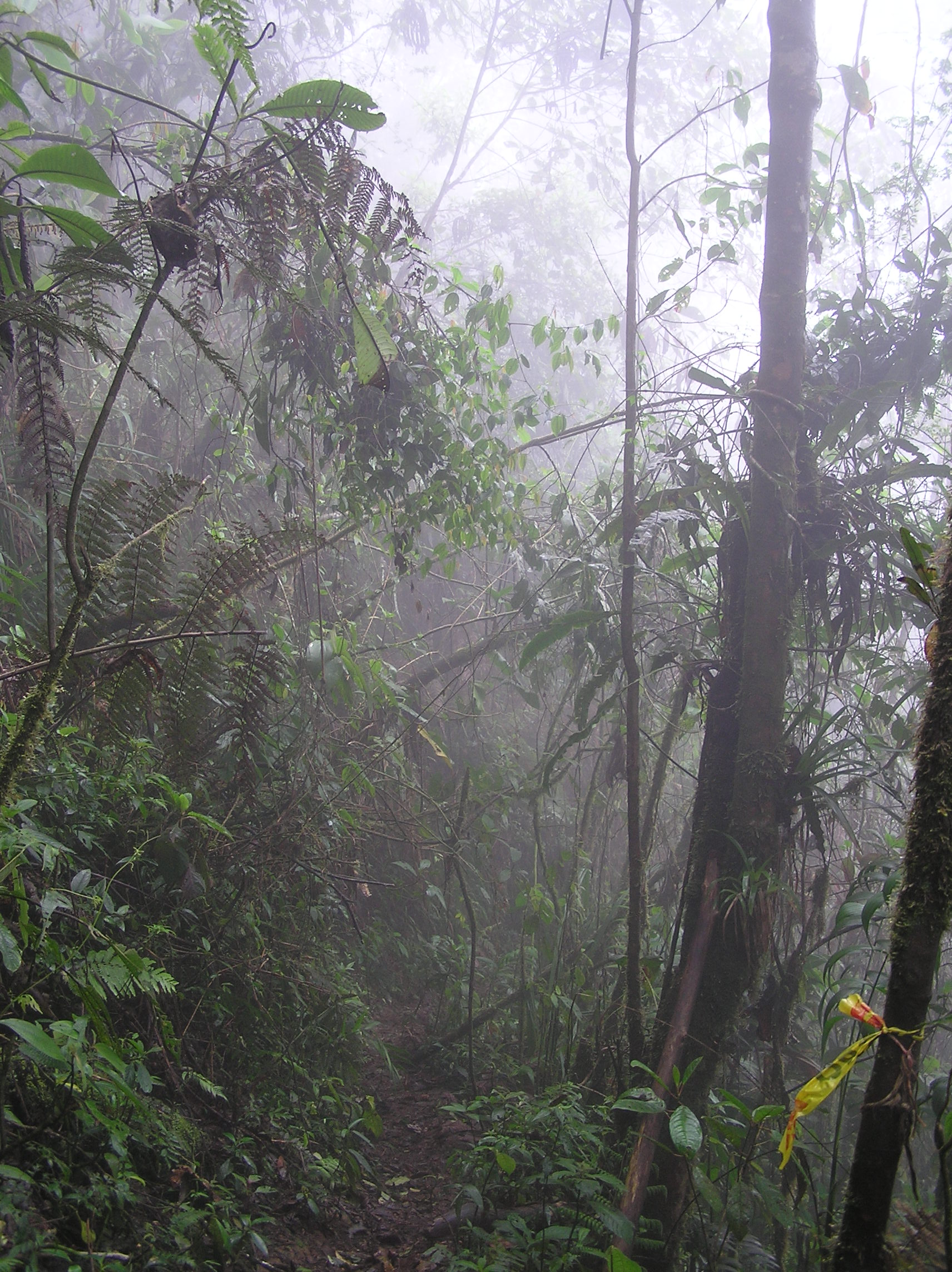
Farallones de Cali, Valle del Cauca, Colombia.

La cuarta parte de los medicamentos que se utilizan hoy en día proceden de las selvas umbrófilas. Por ejemplo, "los ingredientes básicos de las hormonas anticonceptivas, la cocaína, estimulantes y tranquilizantes" (Banks 36), el curare y la quinina.

### Turismo
En la actualidad, a pesar de los efectos negativos del turismo en los bosques tropicales, también hay varios efectos positivos importantes, y el beneficio económico del turismo puede convertirse en un acicate para la conservación de las selvas.
En los últimos años el ecoturismo en los trópicos ha aumentado. Si bien las selvas tropicales son cada vez más raras, la gente viaja a países que todavía conservan este hábitat diverso. Los lugareños se benefician de los ingresos adicionales que aportan los visitantes y, a menudo, se conservan zonas consideradas interesantes para los visitantes: el ecoturismo puede ser un incentivo para la conservación, especialmente cuando desencadena un cambio económico positivo entre los lugareños. El ecoturismo puede incluir una variedad de actividades que incluyen observación de animales, recorridos panorámicos por la jungla e incluso visitas culturales y a pueblos nativos. Si estas prácticas se realizan adecuadamente, esto puede ser beneficioso tanto para los locales como para la flora y fauna actuales.
El aumento del turismo, si se sabe canalizar adecuadamente, permite que más ingresos se destinen a la protección del hábitat. El turismo puede contribuir directamente a la conservación de hábitats sensibles. Los ingresos provenientes de las tarifas de entrada a los parques y fuentes similares pueden utilizarse específicamente para pagar la protección y gestión de terrenos ambientalmente sensibles. Además, los ingresos provenientes de los impuestos y el turismo proporcionan un incentivo adicional para que los gobiernos contribuyan con ingresos a la protección del bosque.
Además, el turismo también tiene el potencial de aumentar la apreciación pública del medio ambiente y de crear conciencia sobre los problemas ambientales cuando acerca a las personas a un contacto más estrecho con el medio ambiente. Esta mayor concienciación puede inducir a un comportamiento más consciente del medio ambiente. El turismo ha tenido un efecto positivo en los esfuerzos de preservación y protección de la vida silvestre, especialmente en África pero también en América del Sur, Asia, Australia y el Pacífico Sur.

### Productos animales
Entre los productos animales de la selva destacan la miel y la carne, piel y marfil procedente de la caza. También el marfil de los elefantes, aunque se ha penalizado en muchos sitios.

### Servicios del ecosistema
Entre los servicios del ecosistema se incluye usos no extractivos, como el mantenimiento de la biodiversidad, el control de las precipitaciones e inundaciones, y el incremento del conocimiento científico.